# Retrospectiva (Record)
Retrospectiva é um especial de fim de ano do Câmera Record, na Record, onde se mostra tudo o que marcou o ano que se encerra. Estreou com o nome de Repórter Record - Retrospectiva, e somente em 2007, ganhou a denominação atual. É um programa de caráter jornalístico que apresenta uma seleção dos acontecimentos mais marcantes do ano. A partir de 2013, o formato passa a ser exibido em duas versões diferentes, onde uma aborda os principais fatos que ocorreram no mundo das celebridades (chamado de Retrospectiva dos Famosos) e outra aborda os principais fatos jornalísticos (chamado de Retrospectiva do Jornalismo).

## História
Para concorrer com a Retrospectiva da TV Globo, a Record, lançou em 2005 o Repórter Record - Retrospectiva. Em 2007, o jornalístico ganhou a denominação atual. Com a extinção do Repórter Record, em 2010, a produção do jornalístico passou para a equipe do Câmera Record.

### Apresentação e produção
O número de apresentadores da Retrospectiva variou bastante ao longo dos anos. Em 2007, todo o elenco de apresentadores jornalísticos apresentaram as matérias.
| Ano  | Apresentadores |
| ---- | --- |
| 2005 | Celso Freitas |
| 2006 | Celso Freitas |
| 2007 | Celso Freitas, Paulo Henrique Amorim, Adriana Araújo, Janine Borba, Marcos Hummel, Reinaldo Gottino e Geraldo Luís |
| 2008 | Paulo Henrique Amorim                                                                                              |
| 2009 | Paulo Henrique Amorim                                                                                              |
| 2010 | Celso Freitas e Ana Paula Padrão                                                                                   |
| 2011 | Celso Freitas e Ana Paula Padrão                                                                                   |
| 2012 | Janine Borba |
| 2013 | Janine Borba |
| 2014 | Janine Borba e Salcy Lima (famosos)                                                                                |
| 2014 | Domingos Meirelles (jornalismo)                                                                                    |
| 2015 | Janine Borba e Salcy Lima (famosos)                                                                                |
| 2015 | Domingos Meirelles (jornalismo)                                                                                    |
| 2016 | Thalita Oliveira, Patrícia Costa e Salcy Lima (famosos)                                                            |
| 2016 | Marcos Hummel (jornalismo)                                                                                         |
| 2017 | Carla Cecato (famosos)                                                                                             |
| 2017 | Domingos Meirelles (jornalismo)                                                                                    |
| 2018 | Fabíola Reipert, Reinaldo Gottino e Renato Lombardi (famosos)                                                      |
| 2018 | Domingos Meirelles (jornalismo)                                                                                    |
| 2019 | Marcos Mion e Mariana Weickert (famosos)                                                                           |
| 2019 | Domingos Meirelles (jornalismo)                                                                                    |
| 2020 | Mariana Weickert e Sérgio Aguiar (famosos)                                                                         |
| 2020 | Carolina Ferraz e Eduardo Ribeiro (jornalismo)                                                                     |
| 2021 | Mariana Weickert e Sérgio Aguiar (famosos)                                                                         |
| 2021 | Luiz Fara Monteiro e Christina Lemos (jornalismo)                                                                  |
| 2022 | Mariana Weickert e Sérgio Aguiar (famosos)                                                                         |
| 2022 | Roberto Cabrini (jornalismo)                                                                                       |
| 2023 | Carolina Ferraz e Celso Zucatelli (famosos)                                                                        |
| 2023 | Roberto Cabrini (jornalismo)                                                                                       |
| 2024 | Carolina Ferraz e Celso Zucatelli (famosos)                                                                        |
| 2024 | Roberto Cabrini (jornalismo)                                                                                       |